# Мешок

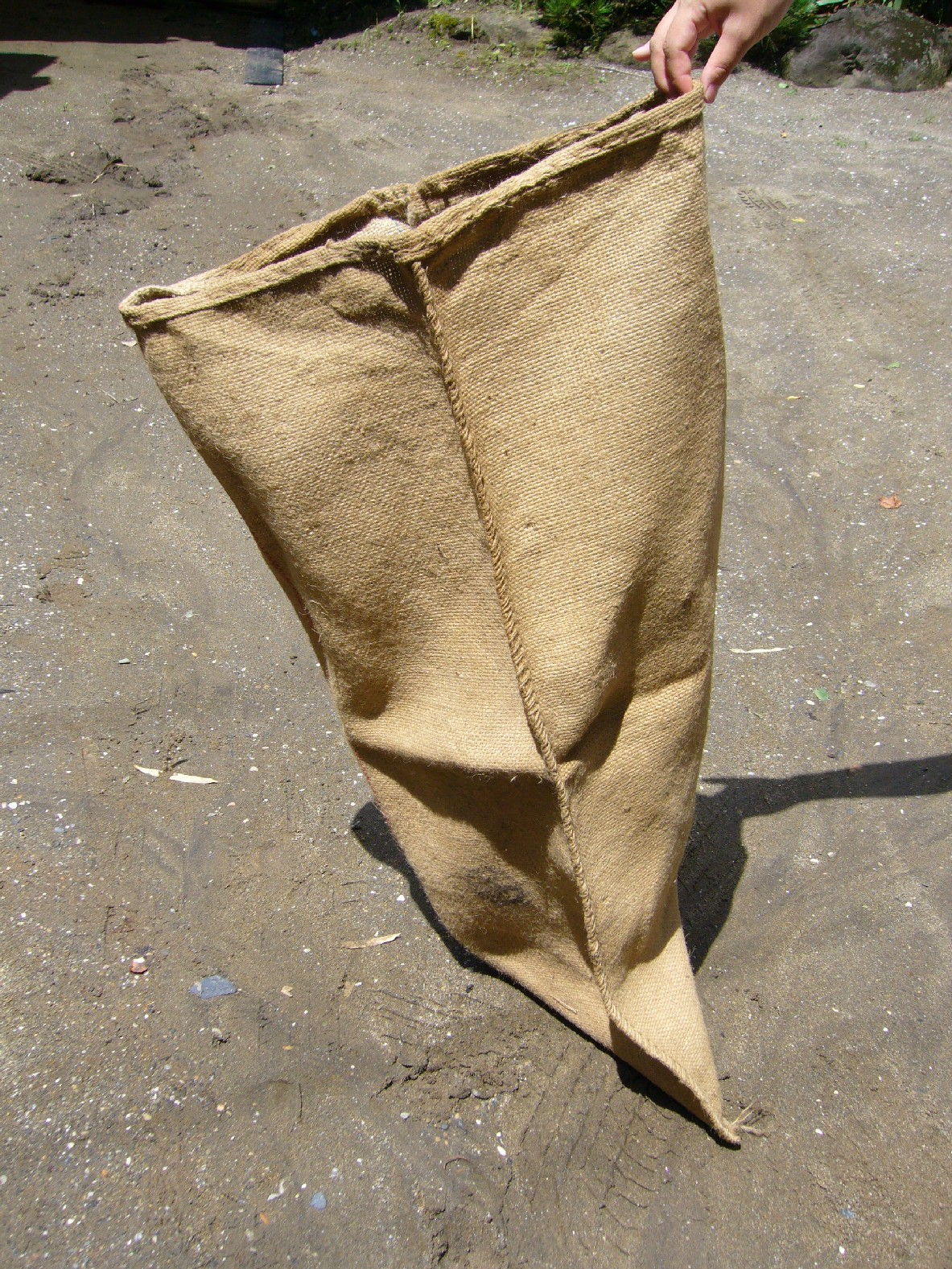
Мешок из мешковины.

Мешо́к, Мешо́чек, Меши́ца — сшитая из двух половинок, или из одного, вдвое сложенного полотнища, сума или кошель, упаковка, сшитая из мягкого материала (мешковины), имеющая переменную геометрическую форму и при необходимости — завязки.

## История
С развитием цивилизации для переноски и хранения чего-либо человечество придумало мешок (у различных народов имеет различные названия, например у тюрок — цувал (çuval)), так у древних греков был путевой мешок (Στρωματόδεσμος) — мешок для путевых принадлежностей, особенно для подстилок и ночлежных ковров. Во время путешествия рабы обыкновенно несли или везли путевые мешки за своими господами.
В Древней Руси мешок, пояс — Калита. На юге Руси (России), в тульском и орловском краях сума, мешок — Кобеня́к, Ко́бка.
Мешки предназначаются для складирования, переноски и транспортирования разнообразных сыпучих стройматериалов, пищевых продуктов и тому подобное. Обычно их шьют из прочной ткани (рогожа, мешковина), бумаги, кожи, синтетических материалов.
Преимуществом мешка перед другими ёмкостями являются крайне малые масса и объём пустого мешка по сравнению с помещающимся в него грузом, а также очень малые габариты свёрнутого мешка. Кроме того, мешок обычно дешевле других контейнеров той же вместимости.
К недостаткам можно отнести низкую прочность на прокол и неудобство переноски заполненного мешка. При добавлении ручки, пары ручек или ремня мешок превращается в простейшую сумку.
Слово мешок применяется в различных словосочетаниях, в различных делах, например в военном — «Огневой мешок», в  ботаническом — Зародышевый мешок, и так далее.

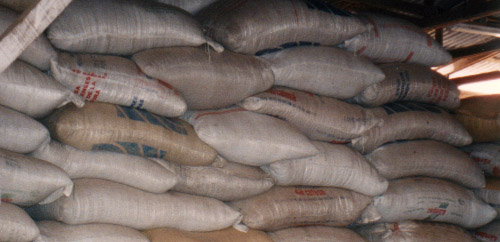
Мешки из синтетической ткани.
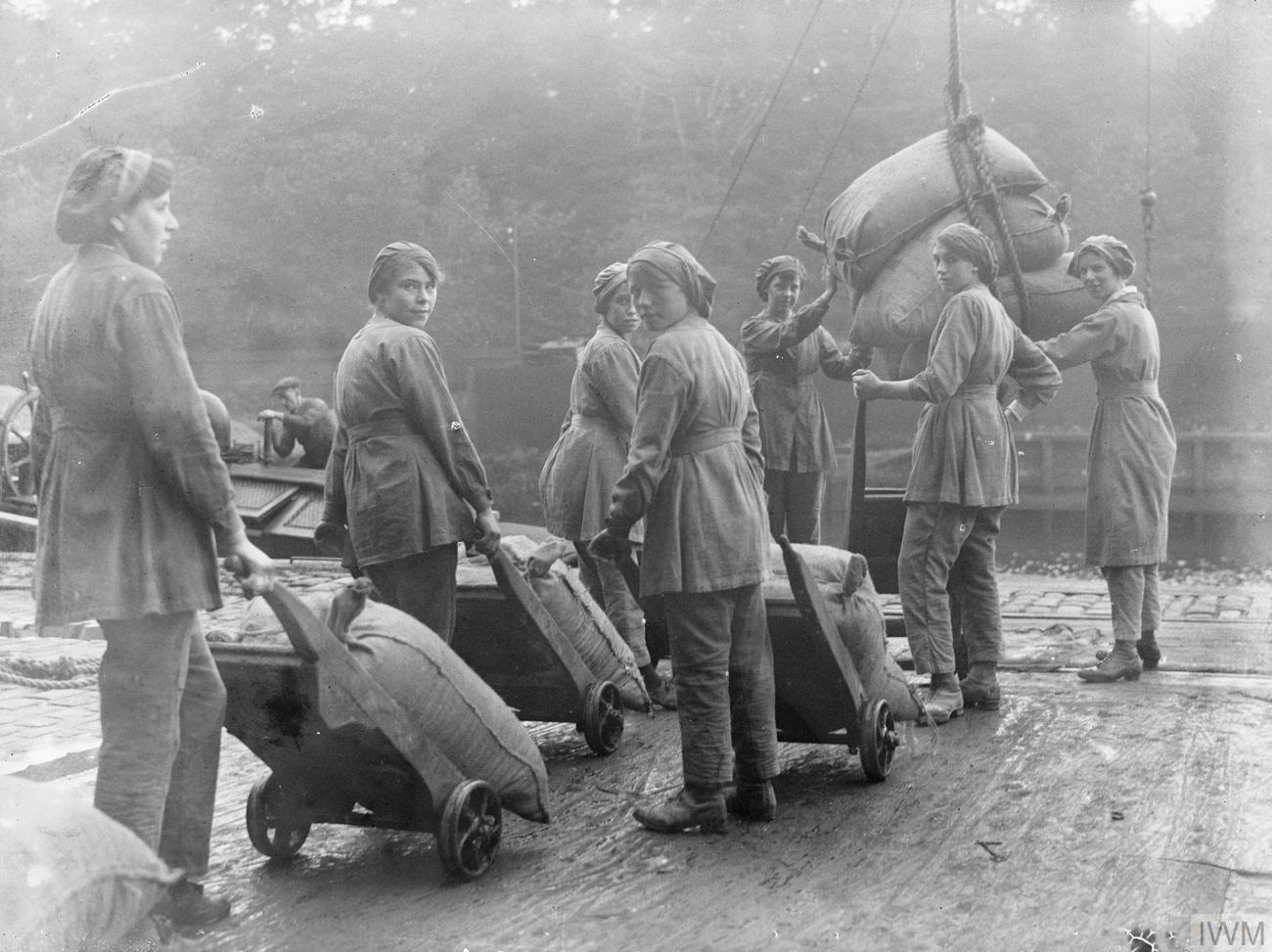
Женщины перевозят мешки с помощью тележек во время Первой мировой войны.
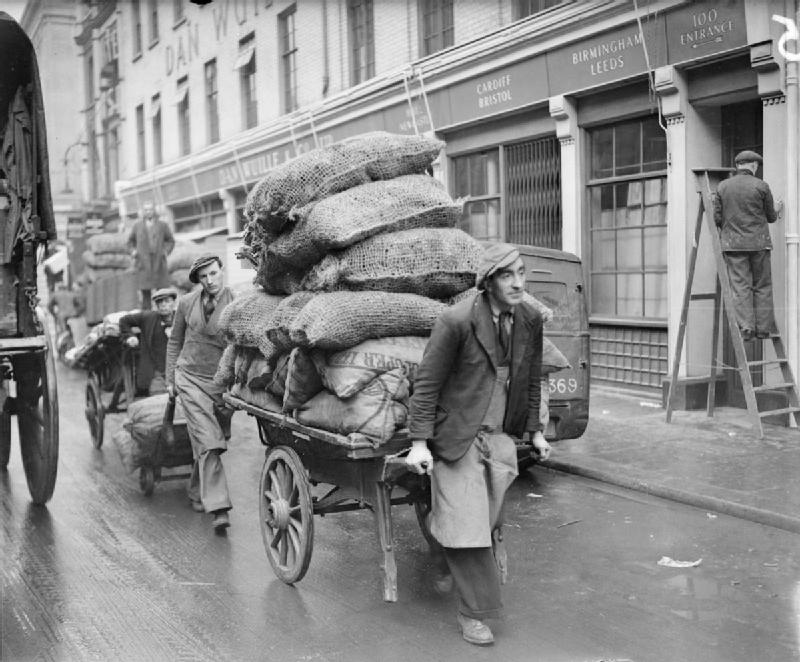
Мужчины перевозят мешки на тележках и тачках 1940 год, Лондон.
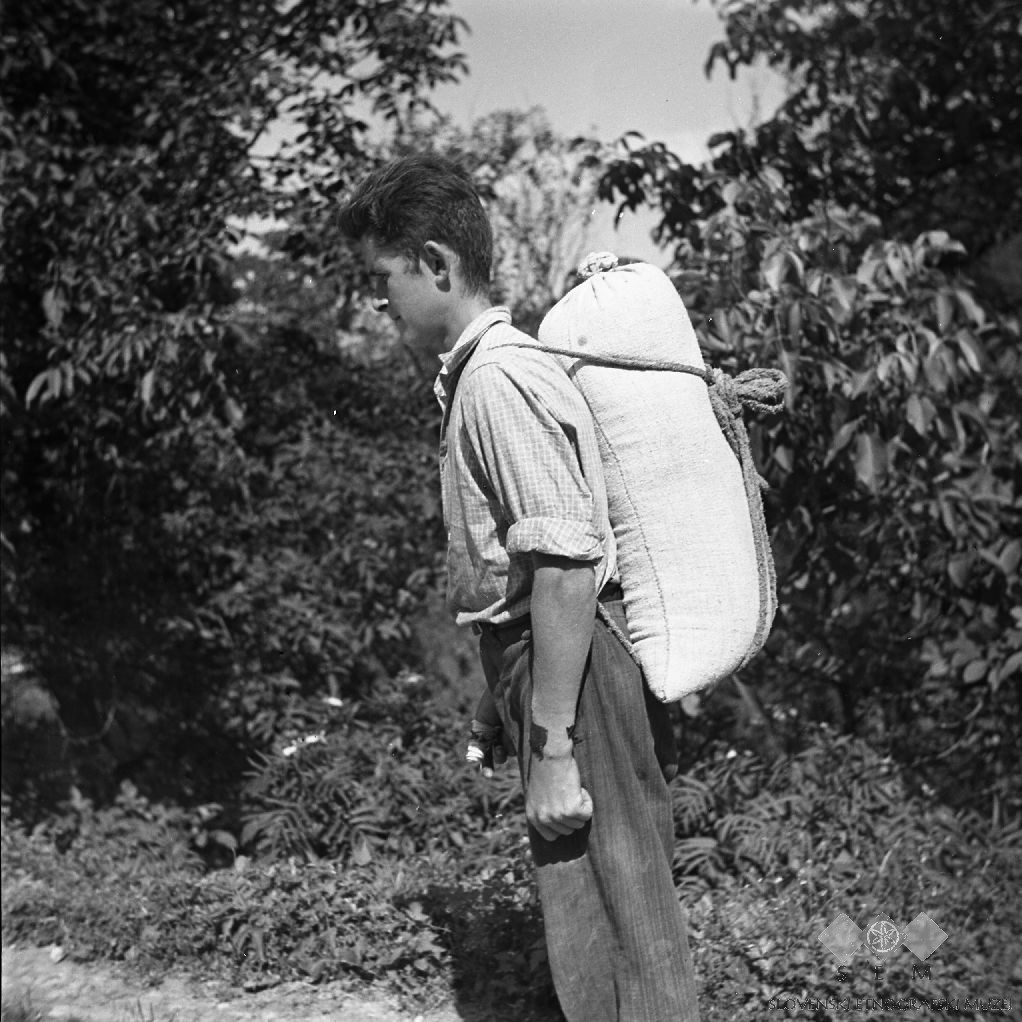
мужчина переносит мешок за спиной, как рюкзак с помощью верёвки, 1956 год